# Kalliapseudes crassus
Kalliapseudes crassus är en kräftdjursart som beskrevs av Jürgen Sieg 1982. Kalliapseudes crassus ingår i släktet Kalliapseudes och familjen Kalliapseudidae. Inga underarter finns listade i Catalogue of Life.